# Conus tribblei
Conus tribblei là một loài ốc biển, là động vật thân mềm chân bụng sống ở biển trong họ Conidae